# 國際安全援助部隊

ISAF的圖標。底下的普什圖語 کمک او همکاری (Komak aw Hamkari) 意為：「幫助與合作」。

國際安全援助部隊，或稱駐阿聯軍、安援部队（英語：International Security Assistance Force；缩写：ISAF）是根据联合国安理会1386號決議由2001年12月20日德国波恩举行的阿富汗问题国际会议上组建。 直到2014年12月28日改組為堅定支持特派團（RSM）。

## 沿革
國際安全援助部隊最初的任务是使喀布尔和其周边地区摆脱塔利班和基地组织以及各个派别军阀的控制。为由卡尔扎伊为首的阿富汗过渡政府的建立创造条件。在2003年10月，聯合國安理會授權安援部队將任務擴展到阿富汗全境，随后驻阿联军分四个主要的阶段，逐渐将任务地区扩展到阿富汗全境。从2006年之后，ISAF已经越来越多的介入到在阿富汗南部的密集的作战任务中。2007年和2008年，在阿富汗的其他地方，对驻阿联军的攻击也呈现出一种上升的趋势。2009年1月，驻阿联军的总兵力大约为55,100人。这些部队来自与26个北约国家，10个北约伙伴国和2个非北约/北约伙伴国，包括加拿大、美国、英国、意大利、法国、德国、荷兰、比利时、西班牙、土耳其、波兰和大多数欧盟国家和北约国家。也包括奥地利、新西兰、埃塞俄比亚和新加坡。由于所执行的战斗任务的差异，美国、英国和加拿大军队在更加激烈的战斗任务中蒙受了更加惨重的人员伤亡。
从2011年开始，安全责任逐渐移交给阿富汗军队，到2013年夏季，阿富汗安全部队，主要是阿富汗國民軍牵头负责全国的安全行动。

## 管轄範圍

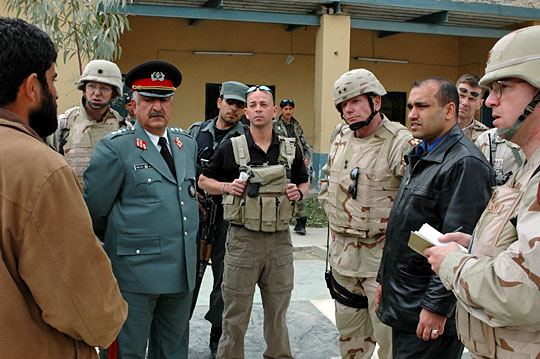
安援部隊與当地警察在托克汉姆（Torkham）的边境检查站会面

### 總指揮部

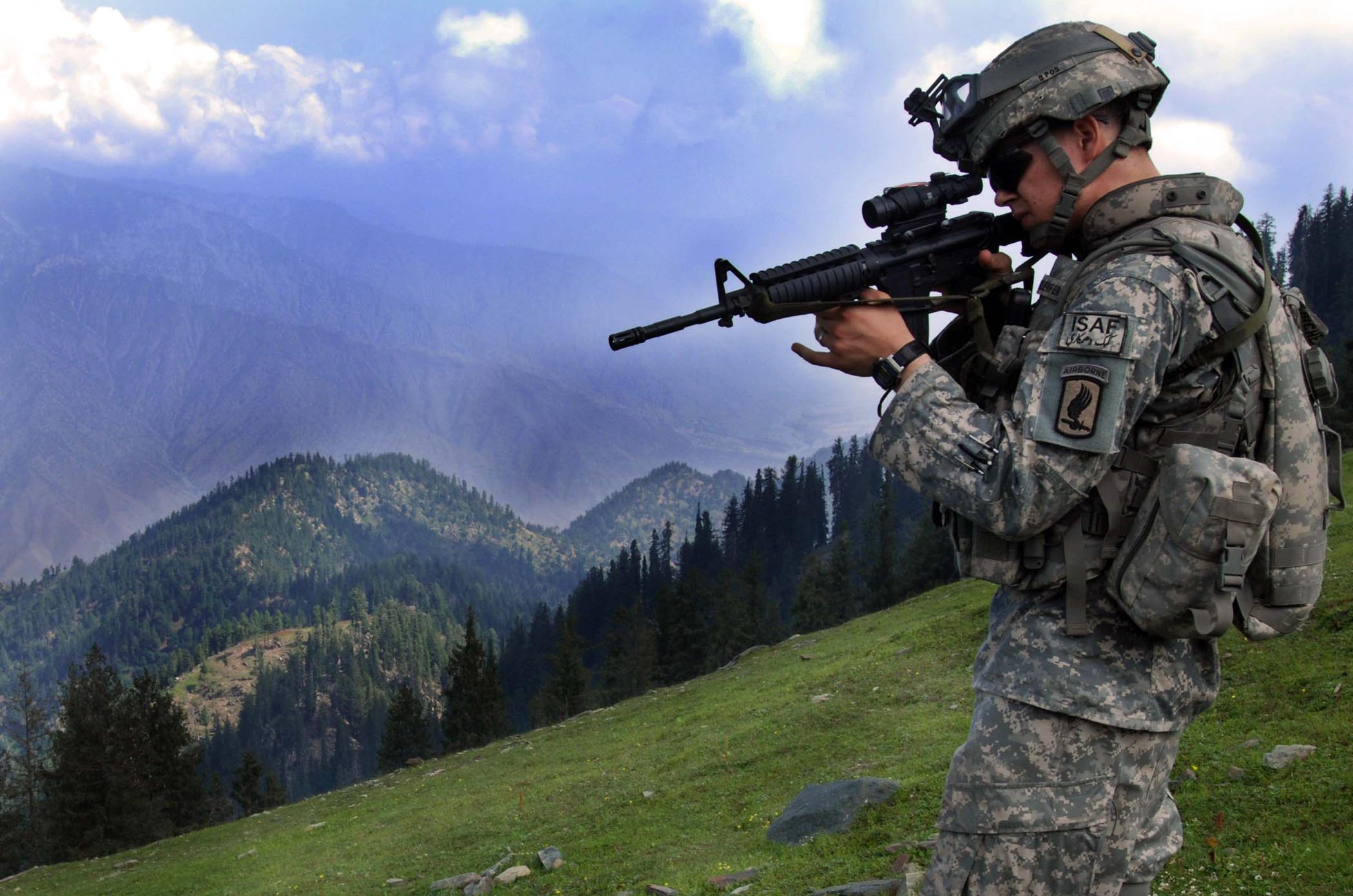
身在庫納爾省的美国陆军士兵

## 維安與重建

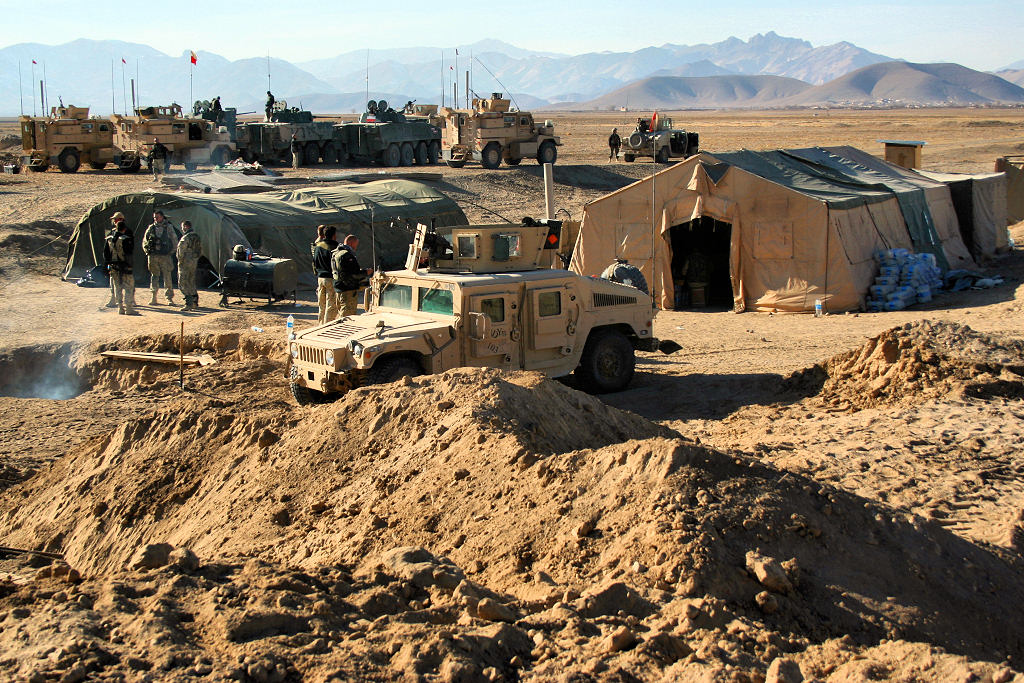
一群保護 A1 高速公路上的橋的波蘭陸軍士兵

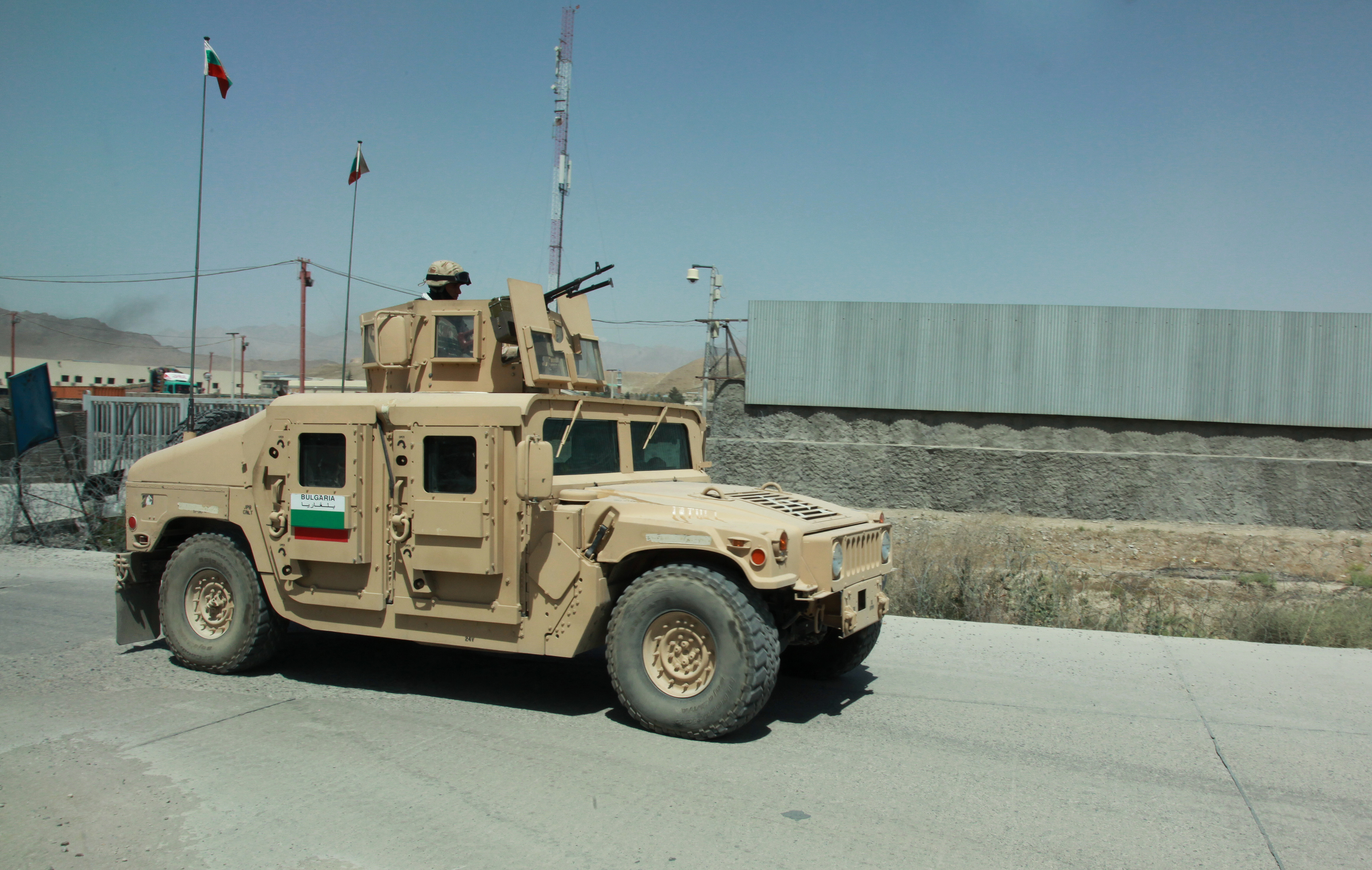
一輛保加利亞陸軍的 M1114 在喀布爾巡邏，攝於2009年7月

## 參與國家

至2010年3月5日提供軍隊給ISAF的國家。主要提供國（超過一千名士兵者）為暗綠色，其餘提供國為亮綠色，前提供國為洋紅色。

### ISAF/NATO的參與國表格
| 国家                           | 兵力       | 总百分比    |
| ------------------------------ | ---------- | ----------- |
| 美国                           | 50,590     | 56.540%     |
| （ 欧洲联盟）*                 | （30,894） | （34.528%） |
| 英国*                          | 9,500      | 10.617%     |
| 德国*                          | 4,335      | 4.845%      |
| 法國*                          | 3,750      | 4.191%      |
| 義大利*                        | 3,160      | 3.532%      |
| 加拿大                         | 2,830      | 3.163%      |
| 波蘭*                          | 2,140      | 2.392%      |
| 土耳其                         | 1,835      | 2.051%      |
|                                | 1,550      | 1.732%      |
| 西班牙*                        | 1,075      | 1.201%      |
| 羅馬尼亞*                      | 970        | 1.084%      |
| 丹麦*                          | 750        | 0.838%      |
| 比利时*                        | 560        | 0.626%      |
| 保加利亚*                      | 525        | 0.587%      |
| 挪威                           | 470        | 0.525%      |
| 捷克*                          | 455        | 0.509%      |
| 瑞典*                          | 410        | 0.458%      |
| 匈牙利*                        | 310        | 0.346%      |
|                                | 270        | 0.302%      |
| 阿尔巴尼亚                     | 250        | 0.279%      |
| 斯洛伐克*                      | 230        | 0.257%      |
| 立陶宛*                        | 220        | 0.246%      |
| 新西兰                         | 220        | 0.246%      |
|                                | 175        | 0.196%      |
| 拉脫維亞*                      | 170        | 0.190%      |
| 北馬其頓                       | 165        | 0.184%      |
| 爱沙尼亚*                      | 145        | 0.162%      |
| 葡萄牙*                        | 110        | 0.123%      |
| 芬兰*                          | 95         | 0.106%      |
|                                | 90         | 0.104%      |
| 斯洛維尼亞*                    | 70         | 0.078%      |
| 亞美尼亞                       | 40         | 0.045%      |
| 新加坡                         | 40         | 0.045%      |
| 阿联酋                         | 25         | 0.028%      |
| 希腊*                          | 15         | 0.017%      |
|                                | 10         | 0.011%      |
| 盧森堡*                        | 9          | 0.010%      |
| 乌克兰                         | 8          | 0.009%      |
| 愛爾蘭                         | 7          | 0.008%      |
| 冰島                           | 4          | 0.004%      |
| 蒙特內哥羅                     | 4          | 0.004%      |
| 奥地利*                        | 3          | 0.003%      |
| ISAF Exact Total               | 89,476     | 100.000%    |
| ISAF Placemat Total（rounded） | 89,480     |             |
| 备注: *表示欧盟国家            |            |             |

## 后续
2014年底过渡完成，阿富汗军队在承担了大部分安全责任。于是在2015年1月1日启动了一个新的且规模较小的非战斗任务（“堅定支持特派團”，RSM），以向阿富汗安全部队和机构提供进一步的培训、建议和援助。
2015年12月，在北约盟国及其RSM合作伙伴的外交部长会议上，同意在2016年期间维持RSM的存在，包括在阿富汗地区。六个月后，即2016年5月，他们同意维持RSM将在2016年以后继续存在——盟国领导人在7月于华沙举行的北约峰会上确认了这一决定。次年，在2017年11月的国防部长会议上，RSM部队派遣国确认部署的部队人数将从约13,000人增加到约16,000人。
2020年2月，美国与塔利班签署国际部队于2021年5月前从阿富汗撤出的协议。
2021年4月14日，盟军认识到阿富汗面临的挑战没有军事解决方案，因此决定在2021年5月1日之前开始撤出RSM部队。该任务于2021年9月初终止。2021年北約陸續撤出13萬人。

## 相關
- 堅定支持特派團——後繼組織，2014年至2021年北約在阿富汗的军事行动
- 持久自由军事行动、自由哨兵行動——2001年至2021年美国在阿富汗的军事行动
- 美軍撤出阿富汗——美国结束在阿富汗的军事行动和撤离任务

## 延伸閱讀
- Sean M. Maloney, Enduring The Freedom: A Rogue Historian In Afghanistan.. Dulles: Potomac Books, Incorporated, 2005, ISBN 1-57488-953-2

## 外部連結
- Official ISAF Site （页面存档备份，存于）
- ISAF's voice toward the Afghan people (English and Dari)
- Articles on NATO - ISAF mission （页面存档备份，存于）
- From Insurgency to Stabilisation in Afghanistan
- Details of ISAF and PRT deployments in Afghanistan - 2006 （页面存档备份，存于）
- Video of British ISAF Patrol in Action
- Official site of the Allied Joint Force Command Brunssum, Netherlands （页面存档备份，存于）
- Combined Forces Command - Afghanistan
- UK Defence News, operations in Afghanistan （页面存档备份，存于）
- Peace Operations Monitor- Afghanistan （页面存档备份，存于）
- BELU ISAF 12, the official ISAF site of Belgium and Luxembourg （页面存档备份，存于） （荷兰文） and （法文）
- The ISAF-site of the Czech Ministry of Defence （页面存档备份，存于） （英文）
- Official ISAF Site of German Bundeswehr （页面存档备份，存于） （德文）
- Official Norwegian Defence Force Afghanistan Deployment SiteNorwegian Defence Force （挪威文）
- Norwegian ISAF Photos 2004-2005 （页面存档备份，存于）
- Dutch ISAF-pictures; website Dutch MoD
- List with Canadian casualties in OEF and ISAF, provided by CBC （页面存档备份，存于）
- British military fatalities in Afghanistan, in OEF and ISAF, given by BBC News （页面存档备份，存于）
- CNN list of casualties during Operation Enduring Freedom and ISAF （页面存档备份，存于）
- Infos about Commanders of other nations and APO's at ISAF
- （页面存档备份，存于）